# Pfarrhaus (Flotzheim)

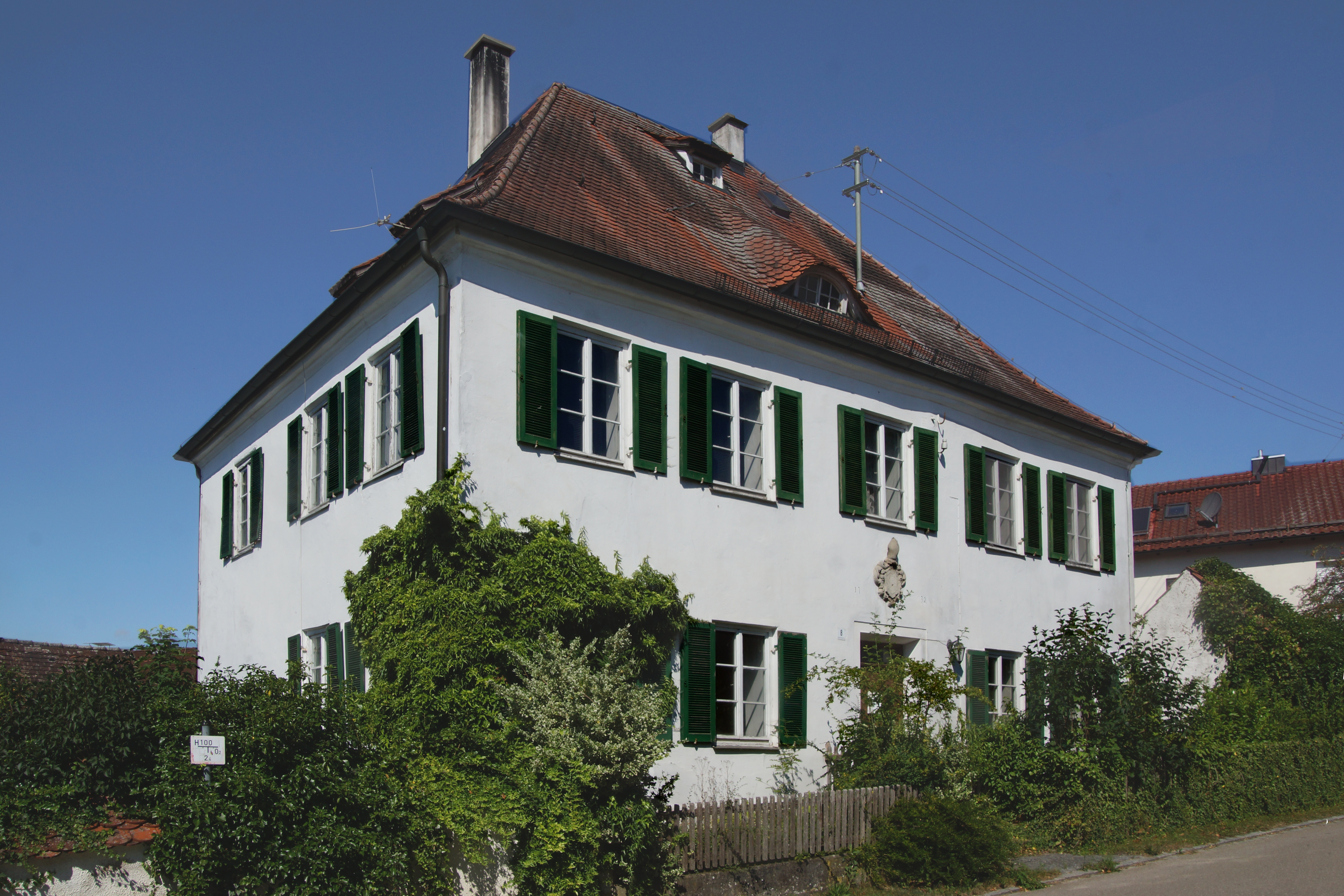
Ehemaliges Pfarrhaus in Flotzheim

Das katholische Pfarrhaus in Flotzheim, einem Stadtteil von Monheim im Landkreis Donau-Ries im bayerischen Regierungsbezirk Schwaben, wurde 1732 durch das Kloster Kaisheim errichtet, das im Ort die Landesherrschaft und das Kirchenpatronat ausübte. Das ehemalige Pfarrhaus an der Pfarrer-Frank-Straße 8 ist ein geschütztes Baudenkmal.
Der zweigeschossige Walmdachbau mit fünf zu drei Fensterachsen besitzt einen Wappenstein über dem Eingang mit der Jahreszahl 1732. Das Wappen des Abtes Rogerius Friesl (1723–1739) ist nahezu unkenntlich.
Die Gartenmauer wurde um 1740 errichtet.